# Рабінович Вадим Зіновійович
Вади́м Зіно́війович Рабіно́вич (нар. 4 серпня 1953, Харків, Українська РСР) — проросійський українсько-ізраїльський політик, громадський діяч, бізнесмен, президент холдингу RC-Group і медійної Media International Group. Був президентом футбольного клубу «Арсенал» (Київ). Організатор підпільних виробництв у часи СРСР. Співголова забороненої політичної партії «Опозиційна платформа — За життя» разом з Юрієм Бойком. Кандидат в президенти України в 2014 році. З 22 листопада 2024 року перебуває під санкціями РНБО України.

## Життєпис
Освіта незакінчена вища. 1970 року вступив до Харківського автодорожнього інституту. 1974 року Рабіновича виключили з комсомолу за «аморальну поведінку», а далі і з інституту (за версією самого Рабіновича, причиною стало складання на лекціях кросворду з політичним підтекстом). У 1975—1977 роках служив в армії, в частині ППО недалеко від Харкова. Після демобілізації працював у Харкові майстром будівельного управління. 20 січня 1980 року був арештований за звинуваченням у розкраданні державних коштів в особливо великих розмірах. Після 9 місяців слідства звільнений в результаті особистого втручання Генерального прокурора СРСР Романа Руденка.
З кінця 1980 року до початку 1982 року керував підпільними цехами з виготовлення кришталевого посуду, календарів і дерев'яних дверей. На початку 1982 року знов арештований за звинуваченням у розкраданні державних коштів в особливо великих розмірах (розкрадання соціалістичної власності), ст. 86 КК УРСР. За власним визнанням, перебуваючи під арештом, понад рік успішно симулював божевілля. 10 лютого 1984 року засуджений Харківським обласним судом до 14 років позбавлення волі у виправно-трудовому таборі суворого режиму з конфіскацією майна і забороною займатися професійною діяльністю протягом 5 років. Ув'язнення відбував неподалік від Харкова.
Під час ув'язнення Рабіновича завербував КДБ як інформатора на прізвисько «Жолудь». Згідно з визнанням самого Рабіновича, він лише симулював «освєдомітєльство», після чого представники КДБ дали йому підписати документ «Про припинення співпраці», хоча про існування таких документів немає ніяких доказів..
Згідно з книгою Ротта, Рабіновича звільнили з колонії 20 липня 1991 року (за іншими даними[якими?], це сталося на рік раніше; у книзі «Олігарх» також є різночитання, що дає підстави датувати звільнення з ув'язнення 1990 роком).
У 2018 році Національне антикорупційне бюро України розпочало розслідування двох кримінальних проваджень щодо незаконного збагачення і фальсифікацій податкових декларацій Вадима Рабіновича.
В березні 2021 року проти Рабіновича було відкрито кримінальне провадження за публікацію ним карти України без Криму. 

## Громадська та політична діяльність
1997 року Рабінович став президентом Всеукраїнського єврейського конгресу (ВЄК), на створення якого пожертвував $1 млн і який очолює досі. До того часу Рабінович вже має паспорт громадянина Ізраїлю і створює Торговельно-промислову палату «Україна — Ізраїль». Як глава ВЄКа Рабінович неодноразово заявляв, що для міжнаціональної гармонії в Україні міжнародні єврейські організації не повинні обмежуватися допомогою тільки євреям, а допомагати Україні як державі.
5 квітня 1999 року на засновницькому з'їзді Об'єднаної єврейської общини України (ОЄОУ) обирається її головою (посідає цю посаду досі). У той же час 14 квітня 1999 року створюється інше об'єднання — Єврейська конфедерація України (ЄКУ), співголовами якої стали народний депутат України Юхим Звягільський, президент «Вабанка» Сергій Максимов і президент концерну «Орлан», тодішній радник Президента України Євген Червоненко. Повідомлялося також, що на створення конфедерації пожертвував гроші Віктор Пінчук. У квітні 1999 року Рабінович говорив, що альтернативне об'єднання створюється під релігійними гаслами. Але, як заявляв тоді ж учасник конфедерації головний рабин Києва Яків дов Блайх, «Рабіновичу пропонували вступити в ЄКУ, проте не змогли гарантувати, що він буде вибраний президентом ЄКУ». При цьому, за словами головного рабина, для глави ОЄОУ «завжди відкриті двері» в ЄКУ.
20 грудня 1999 року Рабінович разом із групою бізнесменів отримав від голови Української Православної Церкви митрополита Володимира, орден Миколи Чудотворця першого ступеня «За примноження добра на Землі». 17 липня 2001 року Рабінович отримав вищу нагороду Української Православної Церкви Київського патріархату — орден Святого рівноапостольного князя Володимира першого ступеню «За заслуги у відродженні духовності в Україні».
На виборах 1998 року Рабінович надавав підтримку низці партій (зокрема «зеленим», надаючи рекламні знижки на «1+1»), а також «прогресивним соціалістам», Народному Руху. На виборах 2002 року він давав підтримку блоку «Райдуга», знятому з реєстрації ЦВК. Головний редактор «Столичних новин» Володимир Кацман входив до першої п'ятірки блоку. Характер публікацій у «СН» дозволяє припустити, що Рабінович також підтримував блок «Єдність» і «Народний рух» Бойка.
11 вересня 2005 року за ініціативою Вадима Рабіновича в Києві відкрито пам'ятник на честь жертв тероризму — за участі Президента України Віктора Ющенка, американського посла Джона Гербста і російського посла Віктора Чорномирдіна.

### Вибори Президента України 2014

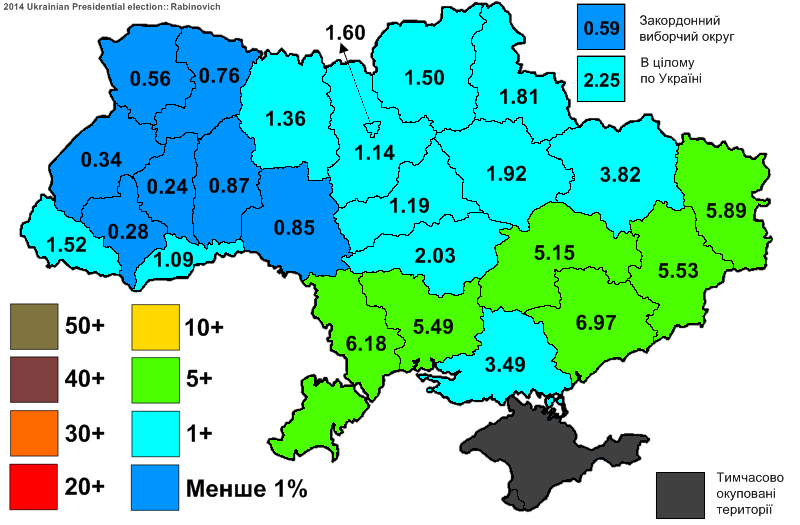
Підтримка Рабіновича на виборах Президента України 2014

У 2014 році балотувався на посаду Президента України. 25 березня 2014 року подав до Центральної виборчої комісії документи для реєстрації у кандидати в президенти України як самовисуванець. 28 березня 2014 року зареєстрований кандидатом у Президенти України як самовисуванець. Отримані на виборах результати стали справжньою сенсацією: за кандидата Вадима Рабіновича віддали свої голоси 2,25 % (406 301) виборців, що вдвічі більше, ніж, наприклад, результат Олега Тягнибока, який контролював цілу фракцію у Верховній Раді, або Дмитра Яроша, який став досить популярним після драматичних подій на Майдані. Найкращий результат кандидат Рабінович показав у Запорізькій, Миколаївській та Одеській областях, а також у Дніпропетровську — майже 5 %.
14 листопада 2018 року депутат Верховної Ради України (фракція «Опозиційний блок») Вадим Рабінович заявив, що вирішив не балотуватися на посаду Президента України на виборах у 2019 році.
2014 року обраний народним депутатом за списком політичної партії «Опозиційний блок». У липні 2016 року Рабінович розриває відносини з «Опозиційним блоком» і створює з іншим колишнім політиком від «Опозиційного блоку» Євгеном Мураєвим партію «За життя!». Однак зі складу фракції ОБ не виходить, щоб не втратити депутатський мандат.
Виходячи з даних аналітиків  ІА «Слово і діло», за час перебування Вадима Рабіновича на посаді народного депутата України, зміг виконати 21 % своїх обіцянок.
Виступав проти перейменування київської площі Льва Толстого, яку громадські активісти хотіли назвати іменем відомого українського мецената Євгена Чикаленка.

### Після виборів 2019 року
3 лютого 2021 року, депутат від ОПЗЖ Вадим Рабінович, під час виступу у Верховній Раді України, назвав партію «Слуга народу» фашистським дияволом, а президенту Зеленському пригрозив імпічментом.
3 листопада 2022 року, Верховна Рада України достроково припинила повноваження народного депутата Вадима Рабіновича.
26 липня 2023 року, ДБР повідомило про підозру у державній зраді (ч. 1 ст. 111 КК України) колишньому народному депутату України від забороненої політичної партії «ОПЗЖ» Вадиму Рабіновичу. Повідомлення про підозру здійснено шляхом скерування відповідного запиту про міжнародну правову допомогу до Держави Ізраїль. Санкція статті передбачає до 15 років позбавлення волі з конфіскацією майна. За інформацією слідства, наразі він переховується за кордоном. Процесуальне керівництво здійснює Офіс Генерального прокурора.

### Кримінальне провадження
1 серпня 2023 року Печерський районний суд міста Києва задовольнив клопотання слідчого Державного бюро розслідувань та обрав колишньому народному депутату від фракції ОПЗЖ Вадиму Рабіновичу запобіжний захід у вигляду тримання під вартою.
з 5 вересня 2023 року Вадим Рабінович перебуває у розшуці ДБР, відповідне повідомлення направлено у вигляді запиту про міжнародну правову допомогу до Ізраїлю.
Позбавлений державних нагород у листопаді 2024.
21 листопада 2024 року Печерський райсуд Києва арештував три будинки загальною площею 1,1 тис. кв. м і три земельні ділянки площею 4,91 га у рамках кримінального провадження за фактом посягання на територіальну цілісність України, у якому фігурує Рабінович.

## Бізнес
Через декілька днів після звільнення Рабінович створив із колишнім начальником свого табірного загону Андрієм Алєшиним фірму «Пінта». Наприкінці 1991 — на початку 1992 року, після невдалих спроб торгівлі італійськими меблями та британською косметикою на внутрішньому ринку, перейшов до експортних операцій з торгівлі металом. Деякі ЗМІ розповсюдили інформацію, що в ці ж роки Рабінович був причетний до появи недержавного телебачення в Харкові.
З осені 1993 року Рабінович стає українським представником австрійської фірми «Нордекс» (Nordex), яка за сприяння Президента України Леоніда Кравчука стала ексклюзивним оператором з постачання до України російської нафти і розрахункам за неї українськими товарами. Репутація президента «Нордекса» вихідця з СРСР Григорія Лучанського як голови «російської мафії» негативно позначилася і на репутації самого Рабіновича[джерело?]. 1994 року (за іншими джерелами — 1995 року) Рабіновичу закрили в'їзд у США на підставі того, що він був українським представником «Нордекса». Державні чиновники американської розвідки повязували Нордекс з торгівлею зброї, відмивання грошей, а також спроби продати зброю та ядерні матеріали країнам-ізгоям. За твердженням самого Рабіновича, заборону вже знято — і він буває в США. Рабінович вільно відвідує більшість європейських держав, зокрема ФРН, а в Ізраїлі його приймають і керівники держави. З травня 1994 року «Нордекс» стає генеральним спосором збірної України з футболу, про це було повідомлено на прес-конференції з журналістами після товариського матчу з командою Білорусі. Сама фірма була представлена як австрійсько-швейцарська. Документи про договір після досить тривалого обговорення у Відні підписали президент Нордексу Григорій Лучанський і президент компанії Україна Футбол Інтернешнл, що стала ексклюзивним комерційним представником ФФУ Володимир Лашкул. Розповідаючи про перспективи співпраці, віце-президент «Нордексу» Вадим Рабінович зазначив, що відстоювання інтересів збірної України дуже важливе для їхньої компанії з погляду економічного розвитку та іміджу.
Рабінович заявляв, що ніколи не займався нічим, крім законного бізнесу, і лише допоміг Лучанському організувати одну угоду з постачання нафти, за яку Рабінович, за словами Рабіновича, йому ніколи не платили. Однак у звітах того часу вказується, що Рабінович був віце-президентом Nordex до середини 1990-х років і що потім він підпорядкував принаймні деякі операції Nordex фірмі Ostex. У 1996 році імена Рабіновича і Лучанського спливли поряд під час слухань у Сенаті США розслідування незаконної або неправомірної діяльності у зв'язку з федеральними виборчими кампаніями 1996 року.
Влітку 1995 року він заснував у Женеві компанію «Остекс АГ». Спочатку половина її акцій належала «Нордексу», проте до березня 1996 року Рабінович викупив цю половину за $500 000, остаточно порвавши з «Нордексом».
1996 року Рабінович заснував у Женеві компанію RICO («Рабінович і компанія»), незабаром перейменовану в RC-Group (або RC-Capital-Group). За твердженням Рабіновича, причиною перейменування стало те, що початкова назва компанії повторювала абревіатуру американського Закону «Про осіб, що перебувають під впливом рекетирів і корумпованих організацій», що було сприйняте ЦРУ як знущання російської мафії з американської поліції.
За підсумками 1997 року Вадим Рабінович отримав диплом лауреата загальнонаціональної української програми «Людина року» в номінації «Бізнесмен року».
24 квітня 1999 року агентство Ассошиейтед прес (з посиланням на українські ЗМІ) оцінило статки Рабіновича в $1 млрд.
24 червня 1999 року Служба безпеки України заборонила Рабіновичу в'їзд в країну строком на 5 років. Згідно з повідомленням пресцентру СБУ, рішення було ухвалене у зв'язку з отриманими відомостями про причетність громадянина Ізраїлю Рабіновича «до діяльності, що завдає значні збитки українській економіці, і на користь забезпечення безпеки країни». У повідомленні також мовилося, що 17 грудня 1998 року СБУ заборонила в'їзд до України на цей же термін громадянинові Ізраїлю Леоніду Вульфу (який підтримував тісні зв'язки з Рабіновичем), який відомий в кримінальному світі як лідер одного з професійних злочинних угрупувань і підозрюється в здійсненні низки резонансних вбивств і замахів в Одесі, Києві, Дніпропетровській області.
Як заявив 24 червня 1999 р. співголова Єврейської конфедерації України Євген Червоненко, це рішення було ухвалене на користь національної безпеки, оскільки під час візиту делегації ЄКУ в США, а також на зустрічі президента України з президентом Світового єврейського конгресу постійно «порушувалося питання про діяльність Рабіновича». Сам Рабінович назвав причиною заборони на його в'їзд до України «непримиренні розбіжності» з секретарем Ради національної безпеки і оборони Володимиром Горбуліним. (Тодішній глава СБУ Леонід Деркач і ще більше його син — народний депутат України Андрій Деркач — мали репутацію людей, близьких до Рабіновича). За твердженням Рабіновича, такі жорсткі заходи спровокувала публікація в Україні матеріалів про махінації, з так званими «єврейськими грошима», які розподілялися ЄКУ, організацією, названою Рабіновичем підконтрольною Горбуліну. Ще одним мотивом дій секретаря РНБО він назвав критичну статтю в газеті Financial Times про власників «Студії 1+1». Пізніше в ЗМІ з'являлася інформація, що рішення СБУ було ухвалене у зв'язку з витоком через Рабіновича інформації про продаж Україною зброї Югославії, незважаючи на міжнародне ембарго. Є також версія, що причиною заборони на в'їзд до України стали плани Рабіновича подати матеріальну підтримку Олександру Ткаченку на президентських виборах 1999 року.
Сам Горбулін відкинув звинувачення в свою адресу, сказавши: «Я насилу уявляю собі ситуацію, коли у секретаря РНБО може бути особистий конфлікт з якимсь іноземним громадянином». А Президент України Леонід Кучма 1 жовтня 1999 року на пресконференції сказав, що не знає про те, «які збитки Україні завдав Рабінович». Він також відзначив, що Рабіновича позбавили права в'їзду до України «за іншими причинами», додавши, що не президент ухвалював це рішення, і порекомендувавши журналістам звертатися з цього приводу в пресслужбу МЗС і Службу безпеки України.
Але через два місяці Рабінович уже знов перебував в Україні. 29 липня 1999 року пресцентр СБУ офіційно підтвердив інформацію про те, що Рабіновичу направлене запрошення відвідати Україну для бесіди з представниками Служби безпеки. 27 вересня мав бесіду з керівництвом СБУ. Як заявив 29 вересня заступник голови Служби безпеки Юрій Землянський, Рабіновичу "поки дозволено залишатися в Україні. Він дав відповіді на всі питання, які ми йому поставили, але СБУ потрібен додатковий час, щоб розставити всі крапки над «і». Надалі Рабінович утримувався від звинувачень конкретних політиків в закритті йому в'їзду до України, сказавши лише, що в розпорядження спецслужб потрапили фальшиві документи, на підставі яких він би «і сам собі закрив в'їзд».
У вересні 2001 року Рабінович, перебуваючи в Москві, передав значну суму на відновлення синагоги на Великій Бронній (за деякими даними - 300 млн рублоів).
5 лютого 2002 року генеральний продюсер телевізійного каналу «1+1» Олександр Роднянський заявив, що Рабіновичу заборонено в'їзд на територію США і Великої Британії.

## Медіаактиви
1995 року, за власним твердженням, Рабінович стає одним із засновників телекомпанії «Студія 1+1», яка в цей час отримує ліцензію на мовлення на другому загальнонаціональному каналі українського телебачення. В той же час представники телекомпанії сьогодні стверджують, що Рабінович ніколи не входив до складу засновників, а лише володів компанією «Пріоритет», якій належали ексклюзивні права на рекламу на «1+1». На початку 1997 року, згідно з інтерв'ю самого Рабіновича «Україні кримінальній», він продав 50 % акцій «1+1», що належали йому, Рональду Лаудеру за суму більшу, ніж $10 мільйонів, але меншу, ніж $100 мільйонів.
1998 року Рабінович створив видавничий будинок «CN — Столичные новости», якому належить низка видань, зокрема тижневик «Столичные новости». У жовтні того ж року відбувся скандальний публічний розрив зі «Студією 1+1». За версією Рабіновича, причиною стала його незадоволеність фінансовими зловживаннями керівників компанії Бориса Фуксмана і Олександра Роднянського, які у відповідь нібито інформували західні посольства про його кримінальну діяльність. За версією протилежної сторони, Фуксман і Роднянський хотіли позбавитися від «мафіозного впливу» Рабіновича. Згідно з книгою «Олігарх», частка Рабіновича в акціонерному капіталі компанії, що становила 25 %, була продана ним Фуксману за $2,5 млн.
2000 року створює компанію Media International Group (MIG), в яку увійшли видавничий будинок «CN-Столичные новости», газета «МИГновости» в Україні і «MIGnews» в Ізраїлі, тижневик «Деловая неделя». Натепер в холдинг MIG входить найстарша щоденна газета США «Новое русское слово» (з 2003) і радіостанція «Народная волна», політичний тижневик «CN-Столичные новости», щоденна газета «Столичка», діловий тижневик «DN-деловая неделя» — в Україні, «Московские новости» (з 2005) — в Росії, а також ізраїльська газета «МИГ». Холдингу належать декілька радіо- і телекомпаній і декілька інтернет-сайтів: Mignews.com, Mignews.com.ua, Migsport.com, NRS.com, DN.kiev.ua, CN.com.ua, ряд друкованих ЗМІ в Україні і Ізраїлі. Юрген Рот в «Олігарху» із слів самого Рабіновича повідомляє, що в середині 2000 року в RC-Group в Україні входили рекламне агентство, видавничий дім, інвестиційно-консалтингова фірма, компанія з виробництва напоїв, страхова компанія, підприємство дисконтних карток, фірма по торгівлі косметикою і ряд інших.
Влітку 2007 Вадим Рабінович придбав у Київської міської державної адміністрації футбольний клуб Арсенал (Київ). Після двох не дуже вдалих сезонів в січні 2009 року Рабінович продав клуб меру Києва Леоніду Черновецькому.

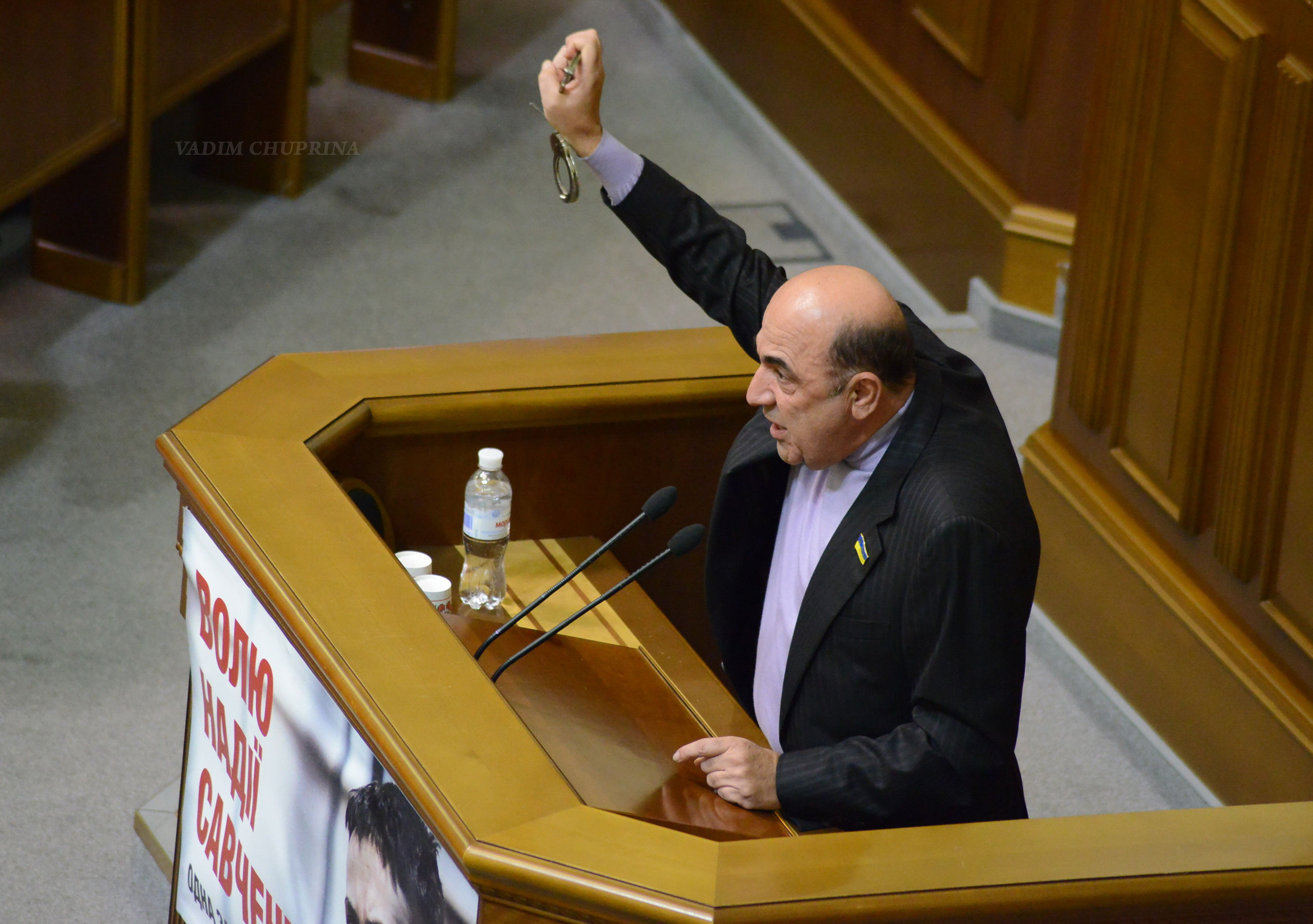
Виступ у Верховній раді України, 2016 рік

В липні 2013 року стало відомо, що Вадим Рабінович запускає новий (раніше він[джерело?] вже створював телеканали NewsOne та Jewish News One) інформаційно-розважальний канал «NewsNetwork», який отримав ліцензію на супутникове мовлення та має наміри відкрити кореспондентські пункти в містах-мільйонниках.

## Телевізійна кар'єра
Був відником багатьох телепрограм.
- 2016: «Суб'єктивні підсумки тижня» (NewsOne)[34]
- 2017: «Хто кому Рабінович» (112 Україна)
- 2017: «За життя» (NewsOne)
- 2018: «Кандидат» (112 Україна)
- 2019: «П'ять питань Рабіновичу» (NewsOne)
- 2019: «Розмови За життя з Рабіновичем» (112 Україна)

## Обвинувачення в розпаленні міжнаціональної ворожнечі
29 листопада 2007 р. на інтернет-сайті «MiGnews.com», що належить Вадиму Рабіновичу, була розміщена інформація про те, що під час відкриття у Запоріжжі пам'ятника жертвам Голодомору лідер Конгресу українських націоналістів у Запорізькій області Василь Тимчина нібито заявив: «Прийшов наш час, і Дніпро стане червоним від крові жидів і москалів». Прокуратурою Запорізької області разом із СБУ після перевірки встановлено, що Василь Тимчина не був присутнім на даному мітингу через хворобу, що було підтверджено аудіо й відеозаписами та свідченнями очевидців.

## Громадянство
У 1999 році став громадянином Ізраїлю.
13 листопада 2017 року журналіст Василь Крутчак опублікував копію документа, що свідчить про громадянство Ізраїлю депутата Верховної Ради України Вадима Рабіновича. Опублікований документ є копією довідки Міністерства внутрішніх справ Ізраїлю (виписка з реєстру реєстрації населення)[джерело?]. У документі зазначено, що Рабінович зареєстрований в Ізраїлі ще в листопаді 1994 року. Крім того, копія довідки містить номер ідентифікаційного коду Рабіновича, який може отримати лише громадянин Ізраїлю.
Також важливим є той факт, що при оформленні документів в Ізраїлі Рабінович взяв собі ім'я Давид. З інформації, наданої журналістом, відомо, що Рабінович був репатрійований до Ізраїлю в 1994 році разом зі своєю сім'єю (першою дружиною Мариною Ландберг-Рабінович і 2 дітьми). Там вони як репатріанти всією сім'єю автоматично отримали громадянство. Про наявність у Вадима Рабіновича ізраїльського паспорта вже не раз писали журналісти, сам же народний депутат України відмовчувався.
У липні 2022 року у ЗМІ поширилась інформація, що згідно Указу Президента України, громадянство України Вадима Рабіновича було припинено. Публічно це рішення не було оприлюднено.

## Санкції
Відповідно до рішення РНБО України від 22 листопада 2024 року "Про застосування та скасування персональних спеціальних економічних та інших обмежувальних заходів (санкцій)", введеного в дію Указом Президента України від 22 листопада 2024 року № 779/2024 позбавлений усіх державних нагород України.

## Судові процеси протиМАУП
Медійні активи В. Рабіновича були втягнуті в серію судових процесів проти Міжрегіональної Академії Управління Персоналом (МАУП) та її видань. Всі вони закінчилися на користь МАУП, а саме:
- 2003 рік — позов до ДП «Столичные новости»: справа виграна у трьох інстанціях (Печерському районному, Апеляційному суді Києва, Верховному Суді України), на користь МАУП та Щокіна Г.В. Для примусового стягнення 33 тис. грн було накладено арешт на рахунок ДП, рішення суду зі спростуванням неправдивої інформації надруковано у газеті «CN-столичные новости».
- 2005 рік — позов до Рабіновича та «Аргумент-газети», м. Львів: рішення прийняте на користь МАУП у двох інстанціях, негативна інформація спростована газетою.
- 2005 рік — позов до ДП «Столичные новости»: рішення прийняте на користь МАУП у двох інстанціях і набрало чинності. В забезпечення стягнення 50 тис. грн моральної шкоди 1.06.06 арештовано рахунок ДП.
- 2006 рік — позов до ДП «Столичные новости»: рішення прийняте на користь МАУП у першій інстанції (у Печерському суді), винесене рішення про стягнення на користь МАУП 75 тис. грн, оскаржено відповідачем в апеляційній інстанції[44].

Згідно з цитованими даними газети «Фраза», за всі роки існування видавничого дому до 2006 «CN-Столичные новости» збитки склали 3 704 900 грн, видавничий дім не сплатив ані копійки податків на прибуток. В. Рабінович неодноразово заявляв, що він не має інших бізнесів в Україні, крім видавничого.
Також, осіб наближених до В.Рабіновича підозрювали в нападі на Щокіна Г. В..

## Виноски
1. ↑  https://www.slovoidilo.ua/2022/11/03/novyna/polityka/rabinovycha-ta-vasylkovskoho-dostrokovo-pozbavyly-deputatskyx-mandativ
2. ↑  Кость Бондаренко К. Атланти і каріатиди з під даху президента. — Львів : Кальварія, 2000. — 184 с.
3. ↑  Біографія на телеканалі 112. Архів оригіналу за 21 вересня 2017. Процитовано 21 вересня 2017.
4. ↑  Вадим Рабінович: нардеп із двома судимостями. politeka.net. 30 серпня 2017. Архів оригіналу за 12 червня 2018.
5. ↑  Досье: Вадим Рабинович. 112.ua. Архів оригіналу за 4 березня 2018.
6. ↑  Вадиму Рабиновичу припомнили прошлое: отсидку в тюрьме, торговлю оружием и работу на КГБ. http://timer-odessa.net/. Архів оригіналу за 21 вересня 2017. Процитовано 21 вересня 2017. {{cite web}}: Зовнішнє посилання в |publisher= (довідка)
7. ↑  Біографія на сайті телеканалу "112". Архів оригіналу за 21 вересня 2017. Процитовано 21 вересня 2017.
8. ↑  Ротт, Юрій (2001). Олигарх. Вадим Рабинович: правда и вымысел / Пер. c нем. К.: CN-Столичные новости. с. 240 с.
9. ↑  НАБУ розслідує можливе незаконне збагачення Рабіновича, - нардеп. rbc.ua. 27 лютого 2018. Архів оригіналу за 27 березня 2018.
10. ↑  На Рабіновича відкрили кримінальну справу через карту України без Криму. glavcom.ua (укр.). Процитовано 18 березня 2021.
11. ↑  Рабінович не буде йти в президенти. ukranews_com (ua) . Архів оригіналу за 16 листопада 2018. Процитовано 16 листопада 2018.
12. 1 2  ХТО КОМУ РАБІНОВИЧ. umoloda.kyiv.ua. 7 лютого 2018. Архів оригіналу за 25 липня 2020.
13. ↑  Шафа кандидата. Які невиконані обіцянки ховає Вадим Рабінович. Слово і Діло (укр.). Архів оригіналу за 5 липня 2019. Процитовано 5 липня 2019.
14. ↑  Гнаткевич Ю. Непатріотична топономіка: чому в Києві має з'явитись вулиця Євгена Чикаленка [Архівовано 25 липня 2020 у Wayback Machine.] // Україна молода. — 2018. — № 84 (7 серпня). — С. 2. (ІнФорум)
15. ↑   "Фашизм Зеленського": Рабінович виступив у Раді на YouTube
16. ↑  Рабіновича та Васильковського достроково позбавили депутатських мандатів. 03.11.2022, 14:22
17. ↑  ДБР повідомило про підозру у держзраді екснардепу від ОПЗЖ Рабіновичу (ВІДЕО). 26.07.2023
18. ↑  Рабінович отримав підозру в держзраді. // Автор: Маркіян Климковецький. 26.07.2023, 11:01
19. ↑  За клопотанням ДБР обрано запобіжний захід Вадиму Рабіновичу (ВІДЕО).
20. ↑  Рабінович Вадим Зіновійович[недоступне посилання]
21. ↑  ДБР розшукує екснардепа Рабіновича за держзраду. 05.09.2023, 15:35
22. ↑  Мельник, Роман (5 вересня 2023). ДБР оголосило у розшук Вадима Рабіновича. detector.media (укр.). Процитовано 5 вересня 2023.
23. 1 2  Указ Президента України №779/2024 «Про рішення Ради національної безпеки і оборони України від 22 листопада 2024 року «Про застосування та скасування персональних спеціальних економічних та інших обмежувальних заходів (санкцій)»». Президент України. 22 листопада 2024. Архів оригіналу за 10 грудня 2024. Процитовано 20 лютого 2025.
24. ↑  Суд повторно арештував майно Рабіновича, яке він переписав на маловідомі фірми. ГЛАВКОМ (укр.). 21 листопада 2024. Процитовано 22 листопада 2024.
25. 1 2 3  Gorchinskaya, Katya. Rabinovich rallies his supporters. www.kyivpost.com (англ.). Процитовано 25 жовтня 2023.
26. ↑  "Нордекс" спешит на помощь. www.fanat.com.ua (рос.). газета "Команда". Архів оригіналу за 25 жовтня 2023.
27. ↑  FINAL REPORT OF THE COMMITTEE ON GOVERNMENTAL AFFAIRS UNITED STATES SENATE TOGETHER WITH ADDITIONAL AND MINORITY VIEWS (PDF). www.congress.gov (англ.). Процитовано 25 жовтня 2023.
28. ↑  СИНАГОГА НА БОЛЬШОЙ БРОННОЙ до и после ста двадцати…
29. ↑  Рабинович Вадим // Президент холдинга RC-Group - Компромат.Ру / Compromat.Ru. www.compromat.ru. Процитовано 18 квітня 2024.
30. ↑  Друзья и недоброжелатели "1+1". pravda.com.ua. 5 лютого 2002. Архів оригіналу за 27 березня 2018.
31. ↑  Черновецький купив ФК «Арсенал». Архів оригіналу за 17 січня 2009. Процитовано 16 січня 2009.
32. ↑  Рабінович запускає ще один телеканал. [Архівовано 21 липня 2013 у Wayback Machine.] Українська правда. 17.07.2013
33. ↑  Агітація в ефірі: хто із кандидатів має власні програми на ТБ
34. ↑  На NewsOne 7 лютого стартувала щотижнева програма «Рабінович: суб'єктивні підсумки тижня»
35. ↑  Есть указание! Жидов и москалей будут топить в Днепре! [Архівовано 13 січня 2008 у Wayback Machine.]. MiGnews.com.ua
36. ↑  «MiGnews» розпалює міжнаціональну ворожнечу? [Архівовано 18 січня 2008 у Wayback Machine.]. УНИАН
37. ↑  Журналист опубликовал справку об израильском гражданстве депутата Рабиновича. ukranews.com. 13 листопада 2017. Архів оригіналу за 10 квітня 2018.
38. ↑  Вадим Рабинович - израильский пенсионер!. podrobnosti.ua. 13 листопада 2017. Архів оригіналу за 27 березня 2018.
39. ↑  Журналист опубликовал справку об израильском гражданстве депутата Рабиновича. news.bigmir.net. 13 листопада 2017. Архів оригіналу за 27 березня 2018.
40. ↑  Журналист Крутчак заявил, что обратился в НАПК и НАБУ с сообщениями о незадекларированном доме и израильском гражданстве Рабиновича. gordonua.com. 28 листопада 2017. Архів оригіналу за 27 березня 2018.
41. ↑  Журналист Крутчак требует от Госмиграционной службы Украины лишить нардепа Рабиновича гражданства. gordonua.com. 4 грудня 2017. Архів оригіналу за 27 березня 2018.
42. ↑  Депутаты требуют проверить информацию о двойном гражданстве Рабиновича. ДОКУМЕНТ. censor.net.ua. 20 листопада 2017. Архів оригіналу за 27 березня 2018.
43. ↑  Б'ють і по паспорту. Як Коломойський, Корбан і Рабінович втратили українське громадянство -УП, 22.07.2022
44. ↑  Фраза[недоступне посилання з жовтня 2019]
45. ↑  УБОП взял след Рабиновича - ТЕМА: интернет-издание. tema.in.ua. Архів оригіналу за 26 січня 2020. Процитовано 26 січня 2020.